# Roodborstbospatrijs
De roodborstbospatrijs (Arborophila mandellii) is een vogel uit de familie fazantachtigen (Phasianidae). De wetenschappelijke naam van de soort is voor het eerst geldig gepubliceerd in 1874 door Allan Octavian Hume. Het is een door habitatverlies kwetsbaar geworden vogelsoort die voorkomt in India en Tibet.

## Kenmerken
De vogel is 28 cm lang. Het is een patrijs met een opvallend verenkleed. De borst is van boven kastanjebruin met daaronder een grijze buik. Kenmerkend is een witte vlek met zwarte onderstreep op de keel.

## Verspreiding en leefgebied
De soort komt voor van het noordoosten van India tot het zuidoosten van Tibet. De leefgebieden van deze vogel liggen in groenblijvend, natuurlijk bos met veel ondergroei, vaak in de buurt van water op gemiddeld 1700 tot 2000 meter boven zeeniveau.

## Status
De grootte van de populatie werd in 2022 door BirdLife International geschat op 80 tot 140 duizend volwassen individuen. De populatie-aantallen nemen af door jacht en habitatverlies. Het leefgebied wordt aangetast door ontbossing, waarbij natuurlijk bos plaats maakt voor intensief agrarisch gebruikt land zoals de aanleg van theeplantages. Om deze redenen staat deze soort als gevoelig op de Rode Lijst van de IUCN.